# Eye of the Beholder (musikalbum av Chick Corea)
Eye of the Beholder är ett musikalbum från 1988 där den amerikanska pianisten Chick Corea spelar egna låtar med sitt Elektric Band.

## Låtlista
Alla låtar är skrivna av Chick Corea.
1. Home Universe – 2:44
2. Eternal Child – 4:52
3. Forgotten Past – 2:58
4. Passage – 4:56
5. Beauty – 7:56
6. Cascade – Part I – 1:54
7. Cascade – Part II – 5:19
8. Trance Dance – 5:51
9. Eye of the Beholder – 6:39
10. Ezinda – 6:54
11. Amnesia – 3:28

## Medverkande
- Chick Corea – piano, synthesizer
- Frank Gambale – gitarr
- Eric Marienthal – saxofon
- John Novello – synthesizer
- John Patitucci – bas
- Dave Weckl – trummor